# Cristo de Elqui
Domingo Zárate Vega (Río Hurtado, 24 de diciembre de 1898-Santiago, noviembre de 1971), más conocido como el «Cristo de Elqui», fue un campesino chileno, quien en 1927 modificó su vida al afirmar que frecuentemente se le aparecían diversos personajes divinos. Pronto comenzó a tener seguidores a quienes bautizaba en el río Elqui. Pasó sus últimos años de vida olvidado.

## Etapa mística
Fue hijo del agricultor Lorenzo Zárate y Rosa Vega. Trabajó en las oficinas salitreras, fue carpintero en Potrerillos y amigo de Luis Emilio Recabarren. En 1927, tras la muerte de su madre, se radica en Vicuña. La pérdida de su madre, a la que idolatraba, traumatizó a Zárate provocando que se vistiera de sayal negro, sandalias, y se dejara crecer el cabello y la barba, para recorrer el país.
Se hizo conocido especialmente entre los años 1930 y 1940, período durante el cual tuvo 12 discípulos.
En 1931 viajó en tren rumbo a Santiago, donde le esperaba una multitud en la Estación Mapocho. Anunciaba el inminente fin del mundo. Al desembarcar fue enviado a la Casa de Orates. Los facultativos determinaron que sufría delirio místico crónico. Al salir de dicho establecimiento recorrió el país y algunas naciones de América del Sur. Escribió una decena de libros, la mayoría autobiográficos. En 1948 renegó de su misión declarando: «He sido y seré un librepensador».
En algún momento sufrió un accidente y cayó de una higuera, según algunos pretendiendo volar como Simón el Mago.

## Crítica
José María Caro, obispo de La Serena, el 25 de abril de 1931, escribió una carta pastoral donde señaló:

Se ha presentado entre vosotros un pobre iluso, de los que hay muchos en el manicomio, y al cual los fieles…lo han acogido como el enviado de Dios, como el mismo Mesías, nada menos, y le han formado su comitiva de apóstoles y creyentes.

## Obras
- 1935: El grito del pastor en el silencio (Iquique: Imprenta Tip Top)
- 1938: Un signo de luz (Santiago: Imprenta General Díaz)
- 1944: Blanco, azul y rojo (Santiago: Imprenta La Nueva República)
- 1948: La promesa y la vida de El Cristo de Elqui (Santiago: Editorial Cultura)
- s/f: El secreto y el silencio es poder (Santiago: Imprenta La Nueva República)
- s/f: Luz, vida y orientación (Santiago: Imprenta General Díaz)
- s/f: Sima, lumbrera y orientación (Santiago: Imprenta La Nueva República)
- La estrella del Oriente[6]

## Impacto literario
Numerosos son los textos literarios que se han referido a este místico personaje, entre ellos están:
- 1977: Sermones y prédicas del Cristo de Elqui (de Nicanor Parra)
- 1979: Nuevos sermones y prédicas del Cristo de Elqui (de Nicanor Parra)
- 2010: El arte de la resurrección (de Hernán Rivera Letelier)